# Triatoma

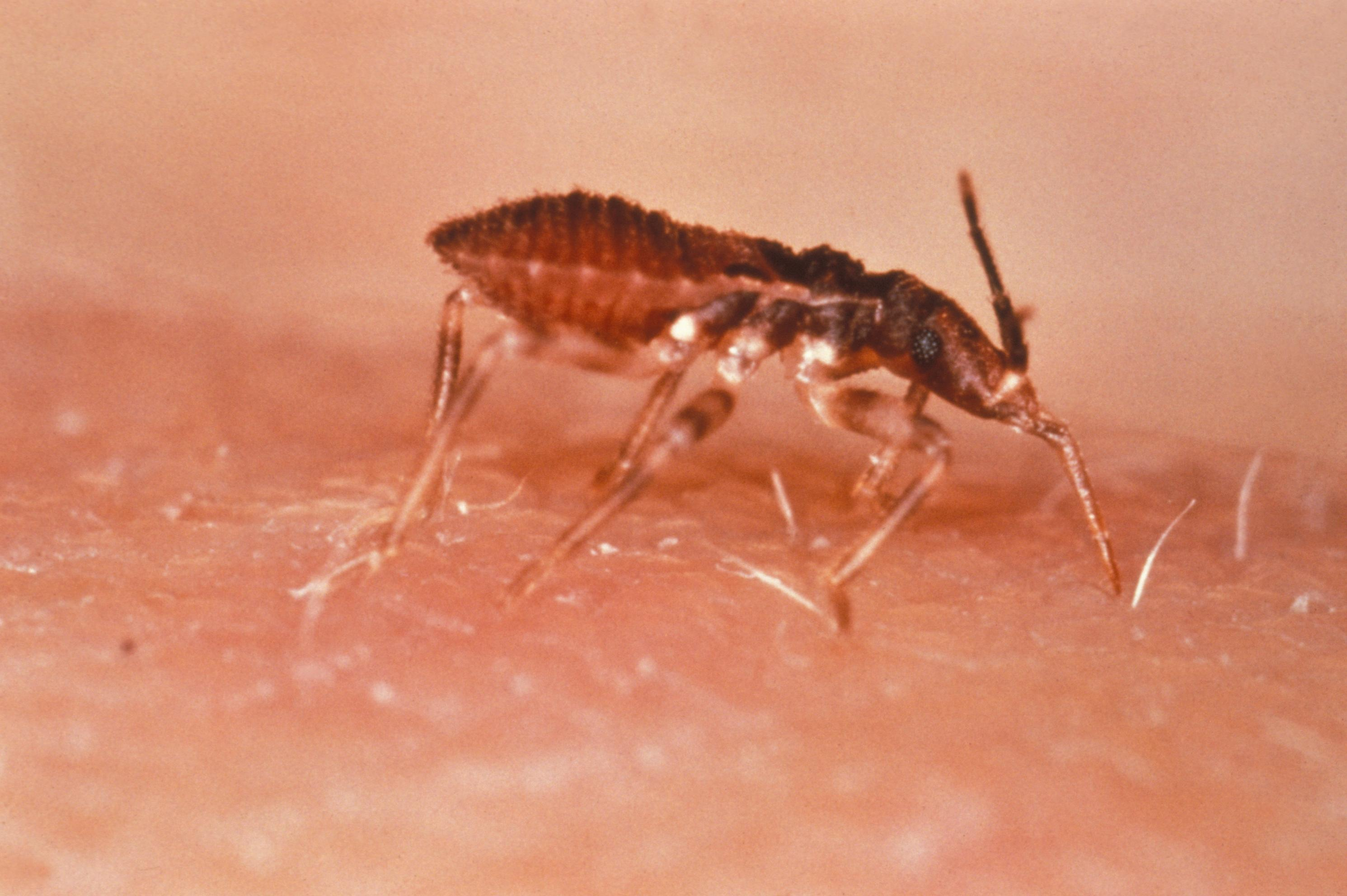
Triatoma infestans (ninfa)

Triatoma es un género de insecto heteróptero redúvido en la subfamilia Triatominae. Todos los miembros de Triatoma (como los demás Triatominae) son hematófagos, es decir, se alimentan mediante la succión de sangre. Son vectores biológicos de graves enfermedades, como la enfermedad de Chagas.

## Especies
Las especies identificadas del género Triatoma se encuentran principalmente en el Hemisferio occidental, aunque también se registran especies en el sudeste Asiático y otras partes del mundo.
Según el ECLAT (European Community Latin American Network for Research on the Biology and Control of Triatominae) existen las siguientes especies (entre paréntesis los países donde se los encuentra):
| - T. amicitiae Lent, 1951b (Sri Lanka) - T. arthurneivai Lent & Martins, 1940 (Tc) (Brasil) - T. bossolsae Aguilar et al., 1999 (Tc) - T. baratai Carcavallo & Jurberg, 2000 (Brasil) - T. barberi Usinger, 1939 (Tc) (vector principal en partes de México) - T. bolivari Carcavallo, Martínez & Peláez, 1987 (México) - T. bouvieri Larrousse, 1924 (Filipinas, Vietnam) - T. brailovskyi Martínez, Carcavallo & Peláez, 1984 (México) - T. brasiliensis Neiva, 1911b (Tc) (vector mayor en partes de Brasil) - T. breyeri Del Ponte, 1929 (Argentina) - T. bruneri (Usinger, 1944) re-erected by Lent & Jurberg, 1981 - T. carcaballoi Jurberg et al., 1998 (Brasil) - T. carrioni Larrousse, 1926 (Tc) (Ecuador, Perú) - T. cavernicola Else & Cheong, en Else et al.,1977 (Malasia) - T. circummaculata (Stal, 1859) (Tc) - T. costalimai Verano & Galvão, 1958 (Tc) - T. daeneorum Galvão, Souza & Lima, 1967 (Brasil) - T. delpontei Romaña & Abalos, 1947 (Tc) (Argentina, Bolivia, Uruguay) - T. dimidiata (Latreille, 1811) (Tc) (Belice, Costa Rica, El Salvador, Guatemala, Honduras, Nicaragua, Panamá, Perú, Venezuela, México, Colombia, Ecuador) - T. dispar Lent, 1950 (Tc) (Costa Rica, Ecuador) - T. eratyrusiformis Del Ponte, 1929 (Tc) (Argentina) - T. flavida Neiva, 1911c - T. garciabesi Carcavallo et al., 1967 (Tc) (Argentina, Bolivia) - T. gerstaeckeri (Stal, 1859) (Tc) (Estados Unidos, México) - T. gomeznunezi Martínez, Carcavallo & Jurberg, 1994 (México) - T. guasayana Wygodzinsky & Abalos, 1949 (Tc) (Argentina, Bolivia, Paraguay) - T. guazu Lent & Wygodzinsky, 1979 (Brasil, Paraguay) - T. hegneri Mazzotti, 1940 (Tc) (México) - T. incrassata Usinger, 1939 (México) - T. indictiva Neiva, 1912 (Estados Unidos, México) - T. infestans (Klug, 1834) (Tc) (vector principal en Argentina, Bolivia, Brasil, Chile, Ecuador, México, Paraguay, Perú, Uruguay) - T. juazeirensis Costa & Felix, 2007 (Tc) - T. jurbergi Carcavallo et al., 1998b (Brasil) - T. klugi Carcavallo et al., 2001 (Brasil) - T. lecticularia (Stal, 1859) (Tc) (Estados Unidos, México) - T. lenti Sherlock & Serafim, 1967 (Tc) (Brasil) - T. leopoldi (Schoudeten, 1933) (Australia, Indonesia) - T. limai Del Ponte, 1929 (Argentina) - T. longipennis Usinger, 1939 (Tc) - T. maculata (Erichson, 1848) (Tc) (Aruba, Brasil, Bonaire, Curazao, Colombia, Guyana Francesa, Suriname, Venezuela) - T. matogrossensis Leite & Barbosa, 1953 (Tc) (Brasil) - T. mazzottii Usinger, 1941 (Tc) | - T. melanica Neiva & Lent, 1941 (Tc) - T. melanocephala Neiva & Pinto, 1923b (Tc) (Brasil) - T. melanosoma Martínez et al., 1987 (Tc) (Argentina) - T. mexicana (Herrich-Schaeffer, 1848) (México) - T. migrans Breddin, 1903 (India, Indonesia, Malasia, Filipinas, Tailandia) - T. neotomae Neiva, 1911d (Tc) (Estados Unidos, México) - T. nigromaculata (Stal, 1872) (Tc) (Perú, Venezuela) - T. nitida Usinger, 1939 (Tc) (Costa Rica, Guatemala, Honduras, México) - T. obscura (Maldonado & Farr, 1962) - T. oliveirai (Neiva et al., 1939) (Brasil) - T. pallidipennis (Stal, 1872) (Tc) (México) - T. patagonica Del Ponte, 1929 (Tc) (Argentina, Uruguay) - T. peninsularis Usinger, 1940 (Tc) (México) - T. petrochiae Pinto & Barreto, 1925 (Tc) (Brasil) - T. phyllosoma (Burmeister, 1835) (Tc) - T. picturata Usinger, 1939 (Tc) - T. platensis Neiva, 1913 (Tc) (Argentina, Paraguay, Uruguay) - T. protracta (Uhler, 1894) (Tc) (Estados Unidos, México) - T. pseudomaculata Correa & Espínola, 1964 (Tc) (Brasil) - T. pugasi Lent, 1953b (Indonesia) - T. recurva (Stal, 1868) (Tc) (Estados Unidos, México) - T. rubida (Uhler, 1894) (Tc) (Estados Unidos, México) - T. rubrofasciata (De Geer, 1773) (Tc) (¿Angola?, Arabia Saudita, Argentina, Bahamas, Brasil, Birmania, Camboya, China, Comoras, Congo, Cuba, Estados Unidos, Filipinas, Taiwán, Guyana Francesa, Granada, Guadalupe, Haití, Hong Kong, islas Andaman, islas Carolinas, islas Mauricio, India, Indonesia, Jamaica, Madagascar, Malasia, Martinica, Nueva Guinea, Rep. Dominicana, San Vicente y las Granadinas, Seychelles, Sierra Leona, Singapur, Sri Lanka, Sudáfrica, Tailandia, Venezuela, Vietnam, Zanzíbar) - T. rubrovaria (Blanchard, in Blanchard & Bulle, 1843) (Tc) (Argentina, Brasil, Uruguay) - T. ryckmani Zeledón & Ponce, 1972 (Costa Rica, Guatemala, Honduras) - T. sanguisuga (Leconte, 1855) (Tc) - T. sinoloensis Ryckman, 1962 (Tc) (México) - T. sinica Hsaio, 1965 (China) - T. sordida (Stal, 1859) (Tc) (Argentina, Bolivia, Brasil, Paraguay, Uruguay) - T. tibiamaculata (Pinto, 1926b) (Tc) (Brasil) - T. venosa (Stal, 1872) (Tc) (¿Bolivia?, Colombia, Costa Rica, Ecuador, Perú) - T. vitticeps (Stal, 1859) (Tc) (Brasil) - T. williami Galvão, Souza & Lima, 1965 (Tc) (Brasil) - T. wygodzinskyi Lent, 1951c (Brasil) - T. arenaria (?) (Walker, 1873) (?) |

La designación (Tc) significa que la especie se asocia con Trypanosoma cruzi, el agente etiológico de la enfermedad de Chagas.

### Especie fósil
- Triatoma dominicana Poinar, 2005 (República Dominicana)